# Свободна държава Прусия
Свободната държава Прусия (на немски: Freistaat Preußen) е съставна част на федерална Германия между 1918 и 1947 година.
Създадена е при премахването на монархията на мястото на дотогавашното Кралство Прусия, като обхваща над 60% от общата територия и население на Германия. Първоначално има демократично управление, което е ликвидирано с Пруския преврат от 1932 година, а след това от установяването на тоталитарния режим на Нацистка Германия. След нейното поражение във Втората световна война, Свободната държава Прусия е окупирана от Обединените нации и през 1947 година е официално закрита, а малко по-късно е разделена между новосъздадените Западна и Източна Германия.